# Liste der Bodendenkmäler in Oberrieden (Schwaben)
Auf dieser Seite sind die Bodendenkmäler in der schwäbischen Gemeinde Oberrieden zusammengestellt. Diese Tabelle ist eine Teilliste der Liste der Bodendenkmäler in Bayern. Grundlage ist die Bayerische Denkmalliste, die auf Basis des Bayerischen Denkmalschutzgesetzes vom 1. Oktober 1973 erstmals erstellt wurde und seither durch das Bayerische Landesamt für Denkmalpflege geführt wird. Die folgenden Angaben ersetzen nicht die rechtsverbindliche Auskunft der Denkmalschutzbehörde.

## Bodendenkmäler der Gemeinde Oberrieden

### Bodendenkmäler in der Gemarkung Oberrieden
| Lage                  | Objekt | Akten-Nr.     | Bild |
| --------------------- | --- | ------------- | ---- |
| Oberrieden (Standort) | Mittelalterliche und frühneuzeitliche Befunde im Bereich der katholischen Pfarrkirche St. Martin in Oberrieden und ihrer Vorgängerbauten. Siehe auch: St. Martin (Oberrieden)    | D-7-7928-0093 |      |
| Oberrieden (Standort) | Mittelalterliche und frühneuzeitliche Befunde im Bereich der katholischen Filialkirche St. Georg in Mittelrieden und ihrer Vorgängerbauten. Siehe auch: St. Georg (Mittelrieden) | D-7-7928-0095 |      |
| Oberrieden (Standort) | Siedlung mittelalterlicher oder frühneuzeitlicher Zeitstellung. | D-7-7928-0119 |      |

### Bodendenkmäler in der Gemarkung Unterrieden
| Lage                   | Objekt | Akten-Nr.     | Bild |
| ---------------------- | --- | ------------- | ---- |
| Unterrieden (Standort) | Mittelalterliche und frühneuzeitliche Befunde im Bereich der katholischen Pfarrkirche Heilige Sieben Brüder in Unterrieden und ihrer Vorgängerbauten. Siehe auch: Heilige Sieben Brüder (Unterrieden) | D-7-7828-0078 |      |